# Deroceras turcicum
Deroceras turcicum – gatunek nagiego ślimaka trzonkoocznego z rodziny pomrowikowatych (Agriolimacidae), zewnętrznie nieodróżnialny od kilku innych gatunków z tego rodzaju, zwłaszcza od pospolicie występującego pomrowika plamistego (D. reticulatum), z którym jest często mylony. Pochodzi prawdopodobnie z Półwyspu Bałkańskiego. Obecny zasięg jego występowania obejmuje obszar od południowo-zachodniej Polski, przez Austrię i Węgry po Grecję i Turcję. Ślimak ten wykazuje dużą tolerancję ekologiczną. Często występuje w dużych skupiskach. Zamieszkuje głównie lasy bukowe i mieszane, rzadziej iglaste. Występuje również na górskich łąkach, brzegach strumieni i w rumowiskach skalnych, a także w siedliskach antropogenicznych (gatunek synantropijny), lecz nie tak chętnie jak pomrowik plamisty. Preferuje obszary leśne, na otwartych przestrzeniach jest rzadko spotykany. W Grecji i Bułgarii jest spotykany na wysokościach do 2100 m n.p.m.
W Polsce jest obserwowany od niedawna, co jest tłumaczone przesuwaniem się zasięgu tego ślimaka na północ lub wcześniejszym myleniem go z D. reticulatum. W 1986 uważano, że północno-zachodnia granica zasięgu występowania D. turcicum przebiegała przez Austrię, ale Andrzej Wiktor zasugerował, że nie można wykluczyć błędnej identyfikacji tego gatunku. 
Deroceras turcicum osiąga rozmiary 29 × 5 mm długości. Ubarwienie zwykle kremowe, z ciemnymi plamkami na powierzchni płaszcza, głowa czarniawa. Śluz bezbarwny, a u podrażnionych osobników mlecznobiały. Różnice pomiędzy tym a pokrewnymi gatunkami widoczne są w budowie narządów rozrodczych.